# Station Piastów
Station Piastów is een spoorwegstation in de Poolse plaats Piastów.